# Atriplex rotundifolia
Atriplex rotundifolia là loài thực vật có hoa thuộc họ Dền. Loài này được Dombey ex Moq. mô tả khoa học đầu tiên năm 1840.